# Stylosanthes guianensis
Espèce

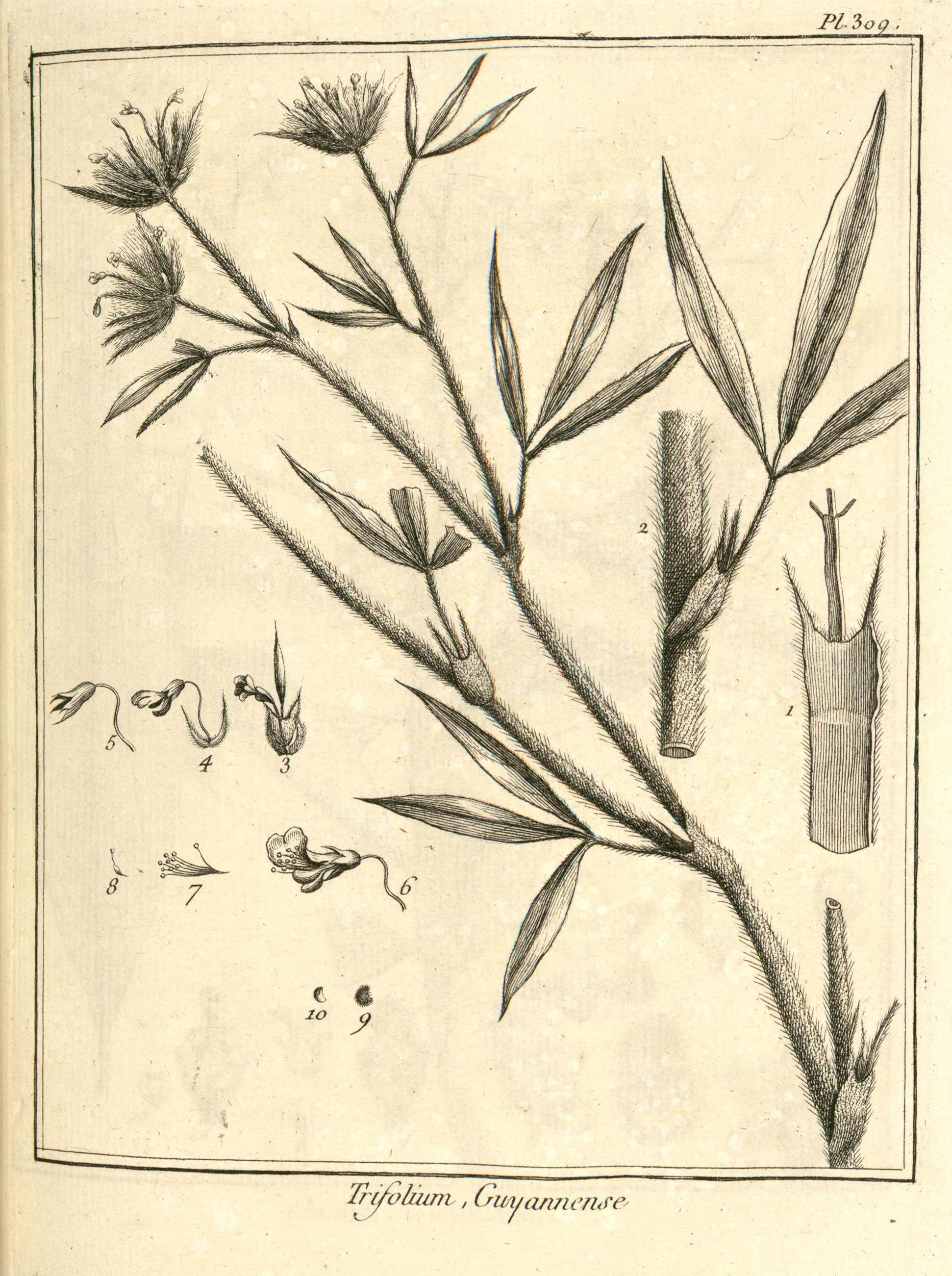

Stylosanthes guianensis est une espèce de plantes à fleurs de la famille des Fabaceae. Il est aussi dénommé stylo. Son aire de répartition s'étend du Mexique au sud de l'Amérique tropicale. Il s'agit d'un sous-arbrisseau ou d'un arbuste qui pousse principalement dans le biome tropical saisonnièrement sec. Il est utilisé comme nourriture pour les animaux, comme poison, comme médicament et pour l'environnement.

## Répartition
Stylosanthes guianensis est trouvé du Mexique au sud de l'Amérique tropicale.
Il a été introduit à Porto Rico, aux Îles du Vent, à Trinité-et-Tobago, dans la majeure partie de l'Afrique subsaharienne, à Madagascar, Maurice, La Réunion, Rodrigues et dans le sous-continent indien, le Sri Lanka, la Thaïlande, le sud-est de la Chine, Hainan, Taïwan, la Nouvelle-Guinée, le Queensland, Nouvelle-Calédonie, et les Îles Cook,

## Utilisation
Espèce fourragère importante, son appétence pour le bétail augmente à mesure que la plante mûrit, ce qui en fait un aliment tardif inhabituel et précieux. De plus il présente une grande diversité génétique entre les variétés.

## Liste des sous-espèces et variétés
Selon GBIF (14 novembre 2024) :
- Stylosanthes guianensis subsp. dissitiflora (B.L.Rob. & Seaton) Mohlenbr.
- Stylosanthes guianensis subsp. guianensis
- Stylosanthes guianensis var. gracilis (Kunth) Vogel
- Stylosanthes guianensis var. guianensis
- Stylosanthes guianensis var. pauciflora M.B.Ferreira & Sousa Costa

## Systématique
Le nom correct complet (avec auteur) de ce taxon est Stylosanthes guianensis (Aubl.) Sw..
L'espèce a été initialement classée dans le genre Trifolium sous le basionyme Trifolium guianense Aubl..
Ce taxon porte en français les noms vernaculaires ou normalisés suivants : Luzerne brésilenne,, Luzerne du Brésil,.
Stylosanthes guianensis a pour synonymes :
- Astyposanthes guianensis (Aubl.) Herter
- Stylosanthes biflora var. guianensis (Aubl.) Kuntze
- Stylosanthes gracilis var. vulgaris Burkart
- Stylosanthes guianensis subsp. anomala Hassl.
- Stylosanthes guianensis var. genuina Hassl., 1919
- Stylosanthes guianensis var. gracilis (Kunth) Vogel ex Benth.
- Sylosanthes guianensis (Aubl.) Sw.
- Trifolium guianense Aubl.
- Trifolium guianensis Aubl.